# Lista de bandeiras islandesas
A seguir esta é uma lista de bandeiras usadas na Islândia.

## Bandeira nacional e bandeira do estado
| Bandeira | Data          | Uso                                | Descrição |
| -------- | ------------- | ---------------------------------- | --- |
|          | 1944–presente | Bandeira nacional e insígnia civil | Uma bandeira azul com uma cruz escandinava vermelha, com fimbrias brancas. Usado não oficialmente entre 1913 e 1915 e como símbolo territorial de 1915 até 1944, quando a República da Islândia foi estabelecida. Esquema de cores atual estabelecido em 1944. As dimensões da bandeira são 7:1:2:1:14 na horizontal e 7:1:2:1:7 na vertical; proporção: 18:25 |
|          | 1919–presente | Bandeira do estado                 | Proporção: 37:18 |

## Bandeiras governamentais
| Bandeira | Data          | Uso                    | Descrição                                               |
| -------- | ------------- | ---------------------- | ------------------------------------------------------- |
|          | 1944–presente | Bandeira do presidente | O Emblema do Estado avançou no centro. Proporção: 37:18 |
|          | 1944–presente | Alferes da alfândega.  |                                                         |

## Bandeira militar
| Bandeira | Data          | Uso | Descrição        |
| -------- | ------------- | --- | ---------------- |
|          | 1944–presente | Bandeira de guerra e insígnia naval usada pela Guarda Costeira da Islândia, Sistema de Defesa Aérea da Islândia e Unidade de Resposta a Crises da Islândia | proporção: 37:18 |

## Bandeiras históricas
| Bandeira | Data                                     | Uso                                                                                        | Descrição |
| -------- | ---------------------------------------- | ------------------------------------------------------------------------------------------ | --- |
|          | 1262–1397                                | Bandeira da Noruega                                                                        | Bandeira de armas com leão de ouro sobre tela vermelha. |
|          | 1397-1523                                | Bandeira da União de Kalmar                                                                | Uma cruz vermelha num campo amarelo. |
|          | 1523-1918                                | Bandeira da Dinamarca                                                                      | Um campo vermelho carregado com um branco da cruz nórdica que se estende até aos bordos; a parte vertical da cruz é deslocada para o lado da grua. |
|          | 11 de julho de 1809-19 de agosto de 1809 | Proposta de como poderia ter sido a bandeira da Islândia durante o reinado de Rei Jörundur | Não se sabe ao certo como era realmente a bandeira de J7rgen. Não existem cópias sobreviventes e a sua descrição original dizia simplesmente:" a bandeira Islandesa será azul, com três brancas bacalhaus nele". Devido a esta descrição vaga, pode haver várias interpretações diferentes de como era a bandeira. O exemplo aqui apresentado mostra três peixes-boi no primeiro trimestre num campo azul-escuro. A palavra "bacalhaus" na descrição de Jorgen também poderia ser interpretada simplesmente como "bacalhaus", de modo que os símbolos em sua bandeira podem não ter sido os bacalhaus |
| q        | 1857-1869                                | Estandarte do Vestmannaeyjar (Herfilcingina)                                               | Uma cruz vermelha do saltire em um campo branco. Em um desenho antigo do Herfylking, a bandeira é mostrada com texto aparentemente preto na parte superior e inferior da bandeira, embora seja impossível distinguir o que o texto diz |
|          | 1915–1944                                | Bandeira nacional e bandeira civil da Islândia                                             | É quase idêntico à bandeira Islandesa mais recente, mas tem uma cor azul mais clara. |
|          | 1915–1944                                | Bandeira de guerra e a bandeira naval da Islândia                                          | É quase idêntico à bandeira Islandesa mais recente, mas tem uma cor azul mais clara, tal como a bandeira normal, acima. |
|          | 1921–1944                                | Estandarte real do Reino da Islândia                                                       | Um coroado falcão-gerifalte num campo azul |
|          | 1940-1944                                | Bandeira do Reino Unido, também conhecida como Union Jack.                                 | Uma sobreposição das bandeiras da Inglaterra e a Escócia com a Bandeira de São Patrício (representando a Irlanda). |
|          | 1940–1944                                | Bandeira dos Estados Unidos                                                                | Treze faixas horizontais alternadas entre vermelho e branco; no cantão, 48 estrelas brancas no campo azul. |
|          | 1941–1944                                | Estandarte da Regência da Islândia                                                         | Bandeira do Estado da Islândia carregada com um capital Ouro R em um painel retangular |

## Bandeiras não oficiais
| Bandeira | Data                             | Uso                                            | Descrição |
| -------- | -------------------------------- | ---------------------------------------------- | --- |
|          | Século XIX - início do século XX | Bandeira usada pelo movimento de independência | Um gerifalte em um campo azul |
|          |                                  | Bandeira proposta.                             | Branco com uma cruz azul-celeste e uma faixa branca e azul de cada lado. O comitê da bandeira de 1913 apresentou duas propostas, a bandeira atual e esta bandeira.                                                                      |
|          |                                  | Bandeira republicana                           | Bandeira não oficial usada pelos republicanos no início dos anos 1900. Esta bandeira foi rejeitada pelo comitê de bandeiras de 1913 por ser considerada muito semelhante à bandeira da Suécia e da Finlândia e à insígnia naval grega . |

## Bandeiras de iates da Islândia
| Bandeira | Data | Uso               | Descrição                                           |
| -------- | ---- | ----------------- | --------------------------------------------------- |
|          |      | Brokey Yacht Club | Um galhardete de Siglingafélag Reykjavíkur, Brokey. |

## Bandeiras políticas
| Bandeira | Data          | Uso                  | Descrição                                               |
| -------- | ------------- | -------------------- | ------------------------------------------------------- |
|          | 1934–1944     | Partido nacionalista | Bandeira republicana desfigurada com suástica vermelha. |
|          | 2012-presente | Partido Pirata       |                                                         |